# Mimetus puritanus
Mimetus puritanus là một loài nhện trong họ Mimetidae.
Loài này thuộc chi Mimetus. Mimetus puritanus được miêu tả năm 1923 bởi Chamberlin.